# 中崙溫泉
中崙溫泉位在台灣嘉義縣中埔鄉中崙村，是縣內主要的溫泉區。

## 泉質
中崙溫泉和關子嶺溫泉同一泉脈，水溫約30~56℃，屬於鹼性碳酸泉。

## 歷史
在日治時代已發現，曾有日本內地人駒澤氏申請開發，當地亦有鎮守溫泉的不動明王像。

## 交通
可搭乘嘉義客運大埔線或嘉義縣營公車大埔線往中崙。 